# Čížov (Horní Břečkov)
Čížov (německy Zaisa) je vesnice, místní část obce Horní Břečkov v Jihomoravském kraji. Čížov se nachází v Národním parku Podyjí nedaleko česko-rakouské státní hranice a slouží jako východisko pro návštěvu národního parku nebo města Hardegg na rakouské straně hranice (hraniční přechod Čížov–Hardegg).

## Historie
První zmínka o vsi pochází z roku 1323.

### Boje o Hardeggskou celnici
Most přes Dyji u hraničního přechodu Čížov–Hardegg byl po vyhlášení všeobecné mobilizace dne 23. září podminován a připraven k odstřelu, přičemž došlo k částečné demontáži mostovky. V těsné blízkosti mostu, zajištěného závorou Ippen, byla v roce 1937 postavena budova celního úřadu, jejíž součástí byla jedna bastionová pevnůstka, maskovaná pod vrstvou omítky jako balkon. Obranu přechodu podporovala také linie tzv. „řopíků“, objektů lehkého opevnění nového typu (vzor 37). Před celnicí byla vybudována souvislá protitanková překážka ze dvou řad ocelových rozsocháčů, doplněná překážkou z ostnatého drátu. Ozbrojené střety zde trvaly s přestávkami od 25. září do 5. října 1938. Celní úřad bránilo družstvo SOS pod velením Karla Tojšla, které při jeho obraně mostu podporovala palba z linie lehkého opevnění. Útoky Freikorpsu byly zpočátku podporovány kulometnou palbou jednotek německé armády, které se později podle svědectví Karla Tojšla přímo zapojily do probíhajících bojů. Navzdory mnoha pokusům o překročení Dyje se československým obráncům podařilo ubránit hraniční přechod až do vydání této oblasti v rámci posledního pásma záboru. Němci zaplatili svůj pokus o dobytí hraničního přechodu až 22 mrtvými, zatímco obránci měli 4 lehce zraněné.

#### Říšská župa Dolní Podunají
Po odstoupení pohraničního území byla obec jako nové území Třetí říše přiřazena Říšské župě Dolní Podunají. Na jaře 1940 byla celní budova stavebně upravena pro tábor Říšské pracovní služby ženské mládeže (Reichsarbeitsdienst der weiblichen Jugend, RADwJ) s kapacitou pro 54 dívek. Stavební práce (příčky, dveře, omítka) po dobu tří měsíců prováděla četa vojáků ze Znojma, došlo k výměně podlah a interiéry byly následně vymalovány. Nábytek, nádobí, ložní prádlo a erární RAD-oblečení bylo transportováno vlakem do Šumné. Od nádraží na místo pak veškeré vybavení dopravili místní zemědělci svými povozy. Ti také zajistili slámu pro slamníky. Vojáci pak pomáhali s rozmístěním, nacpáním slamníků a složením paliva do bunkru. Tábor vedly tři vedoucí. Dívky se střídaly po půlročních turnusech (jaro-podzim, podzim-jaro). Vedle RAD uniforem a pracovního oblečení obdržely všechny účastnice i jízdní kola.

### Po roce 1989
Po roce 1989 byla za vsí zachována část hraničních zátarasů tvořící železnou oponu na hranicích s Rakouskem. Z původního zabezpečení je zachována obslužná komunikace, ježkové a jehlanové zátarasy, oplocení z ostnatého drátu a strážní věž. Je to jediná zachovalá část železné opony v Česku.

## Pamětihodnosti
- kaple Panny Marie Bolestné a Čtrnácti sv. Pomocníků - pozdně barokní stavba z roku 1787
- Hardeggská vyhlídka - vyhlídka s dřevěným altánem jižně od vesnice
- hraniční zátarasy z doby studené války
- lovecký letohrádek Lusthaus v bývalé oboře
- obelisk hraběnky Mniszkové z roku 1860, na ostrohu nad zákrutem Dyje poblíž ledových slují

## Galerie

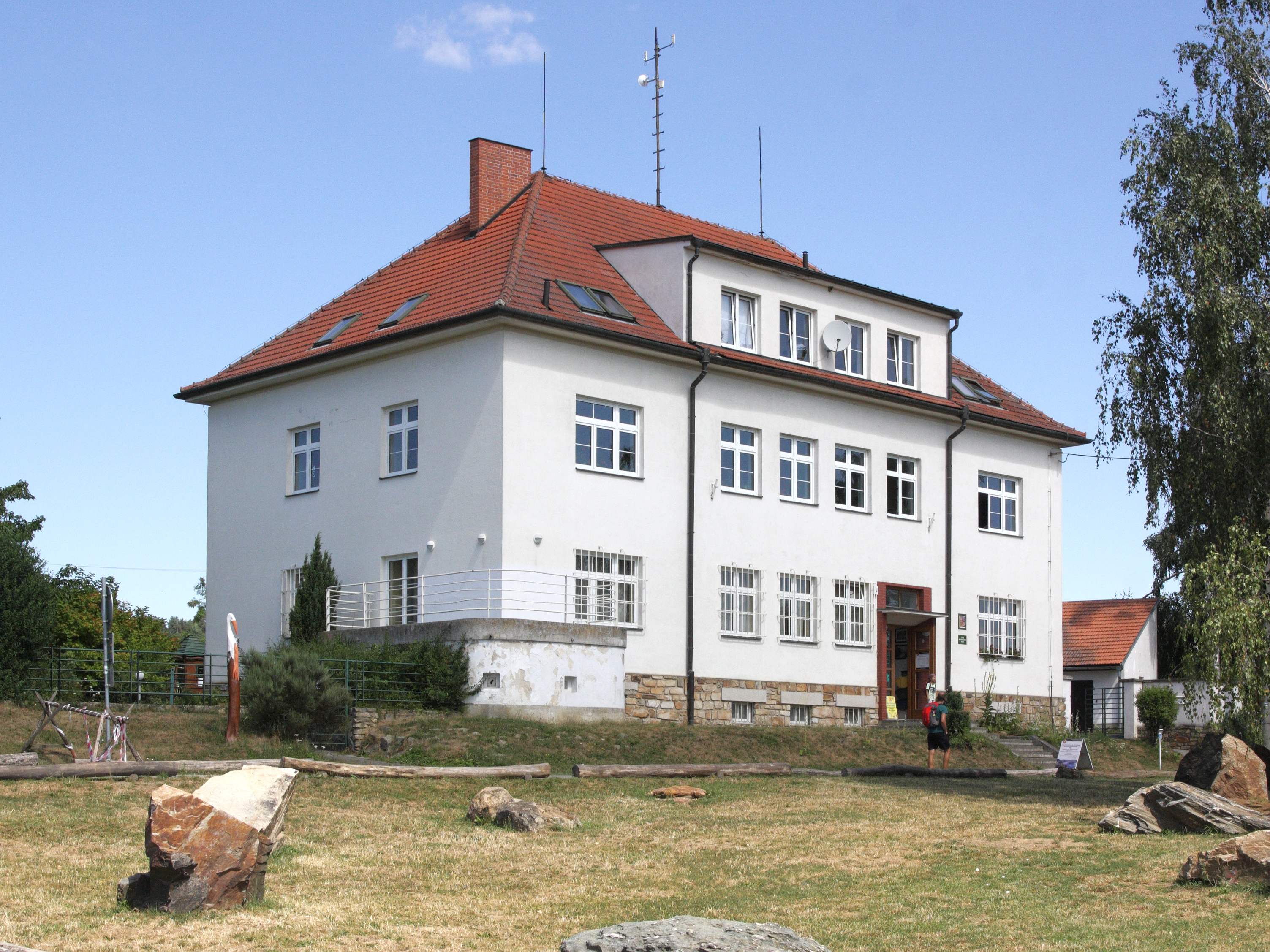
návštěvnické centrum NP Podyjí
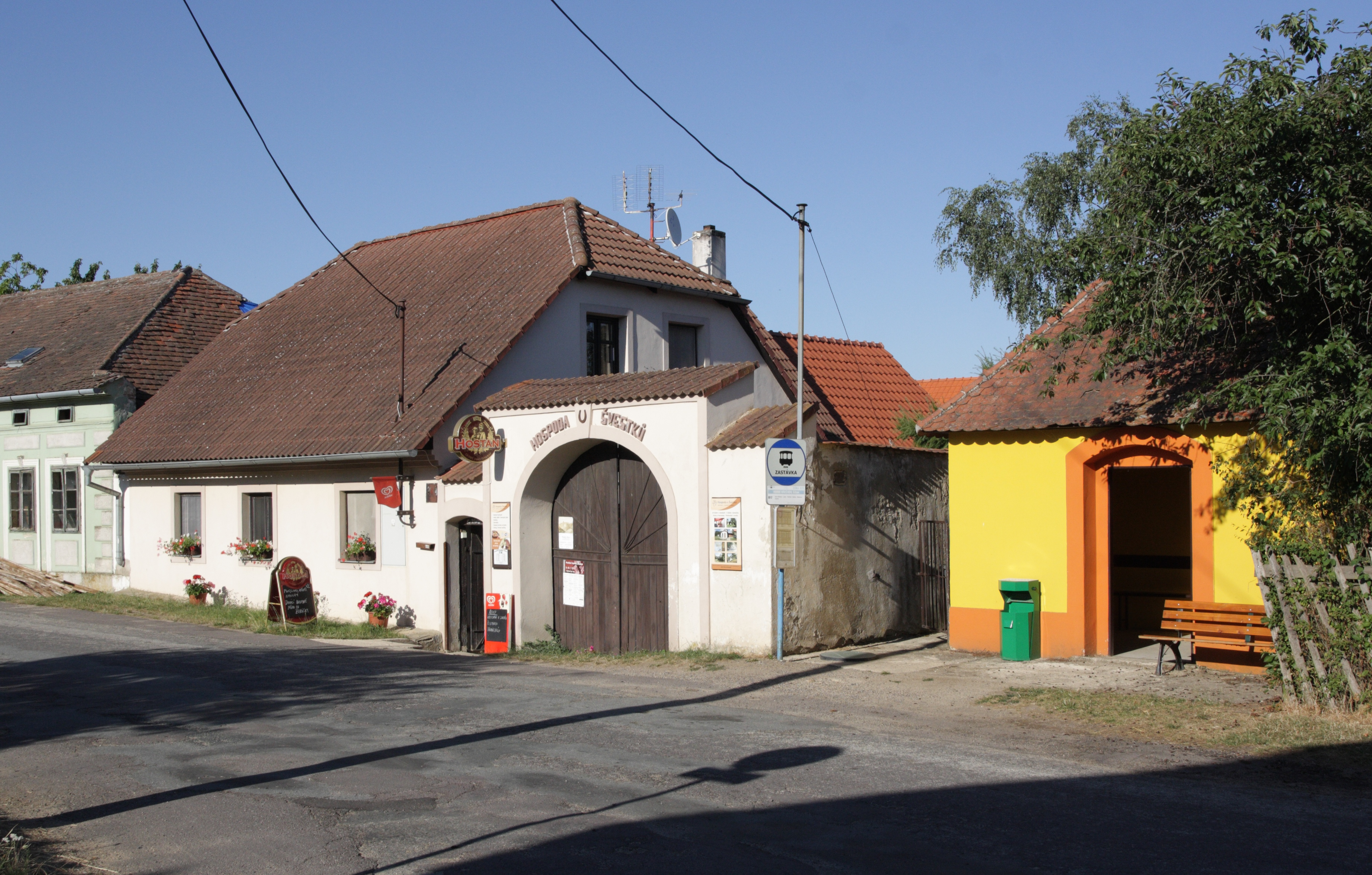
hospoda a zastávka
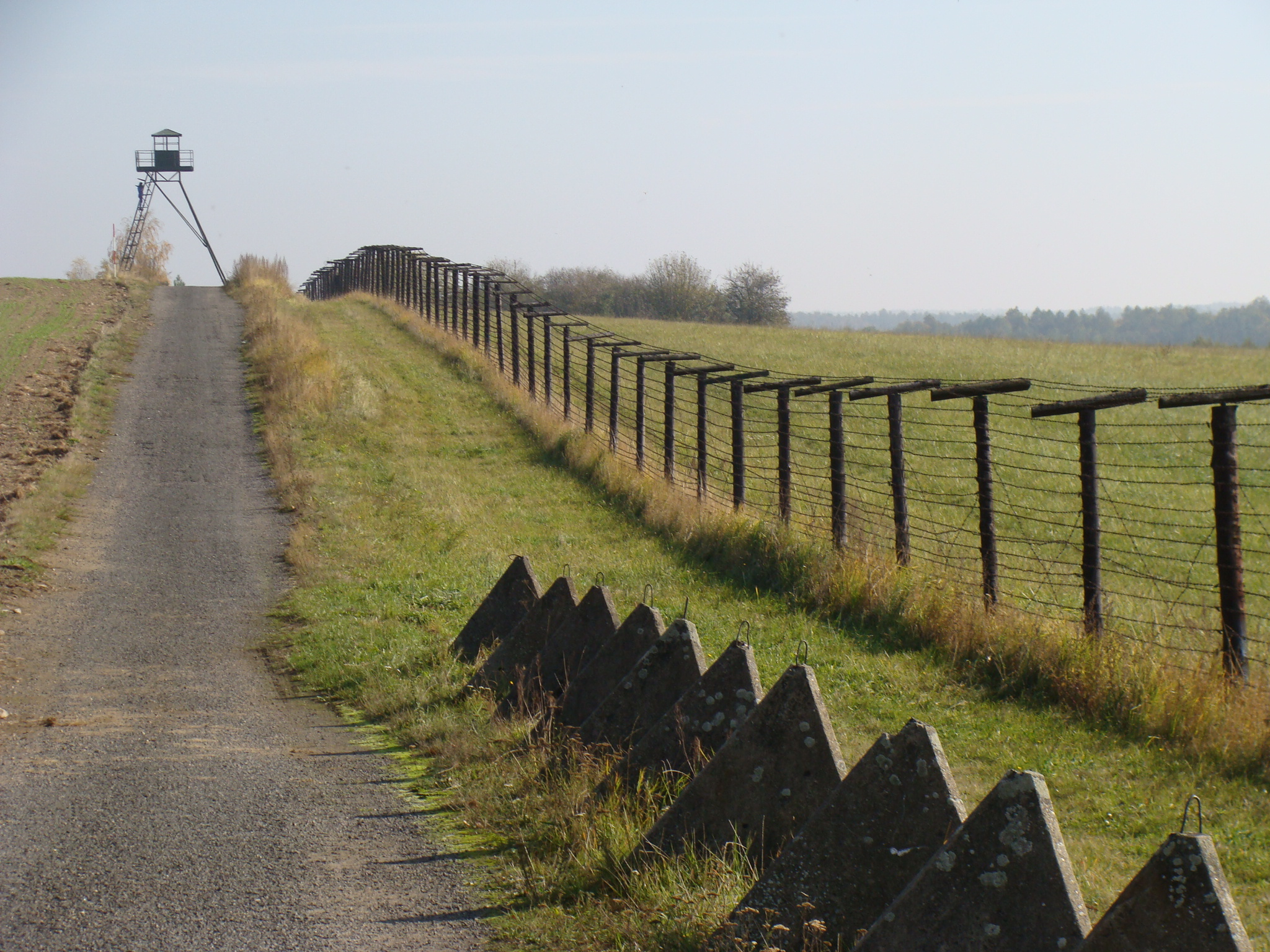
dochované hraniční zátarasy
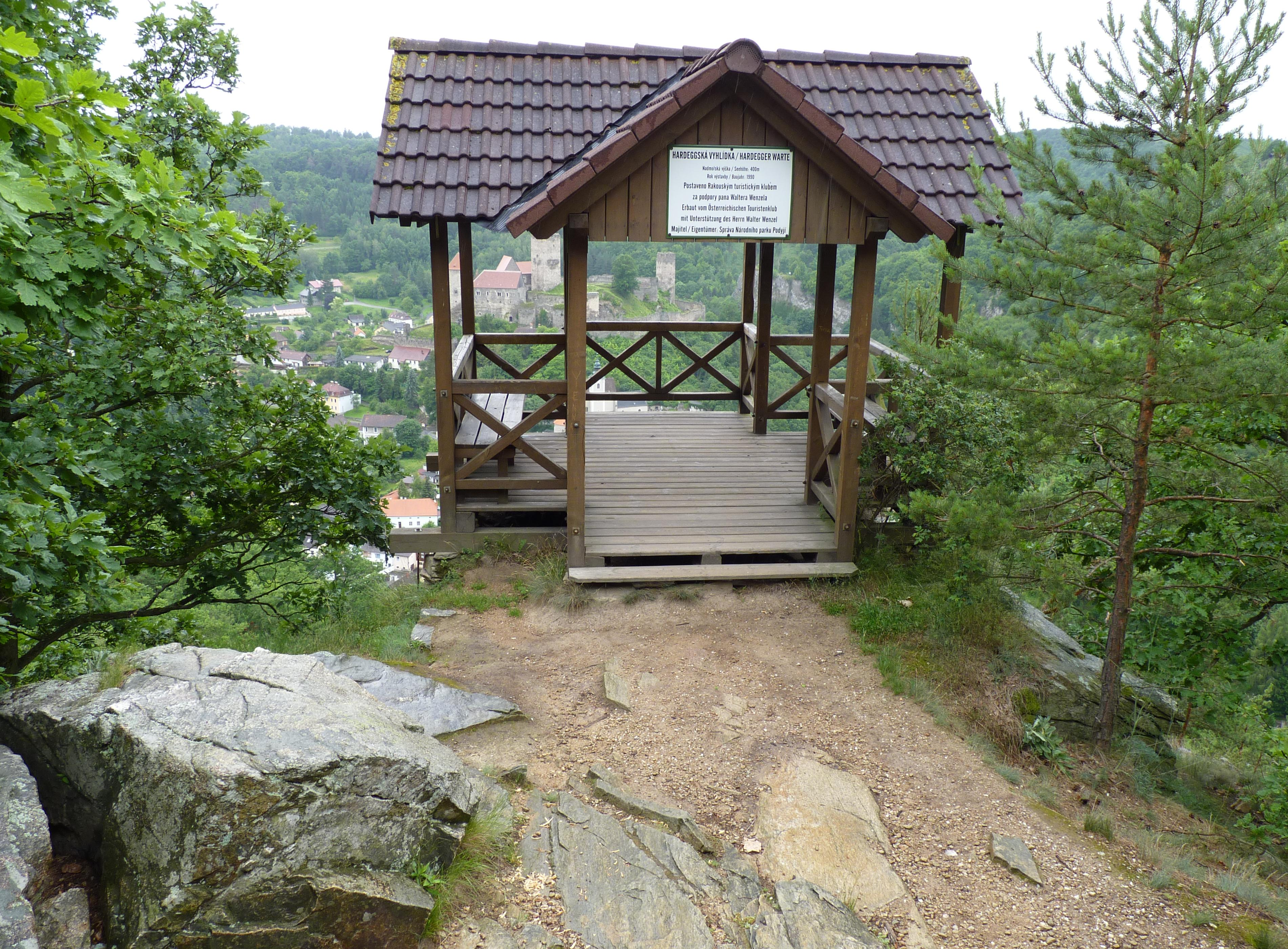
Hardeggská vyhlídka
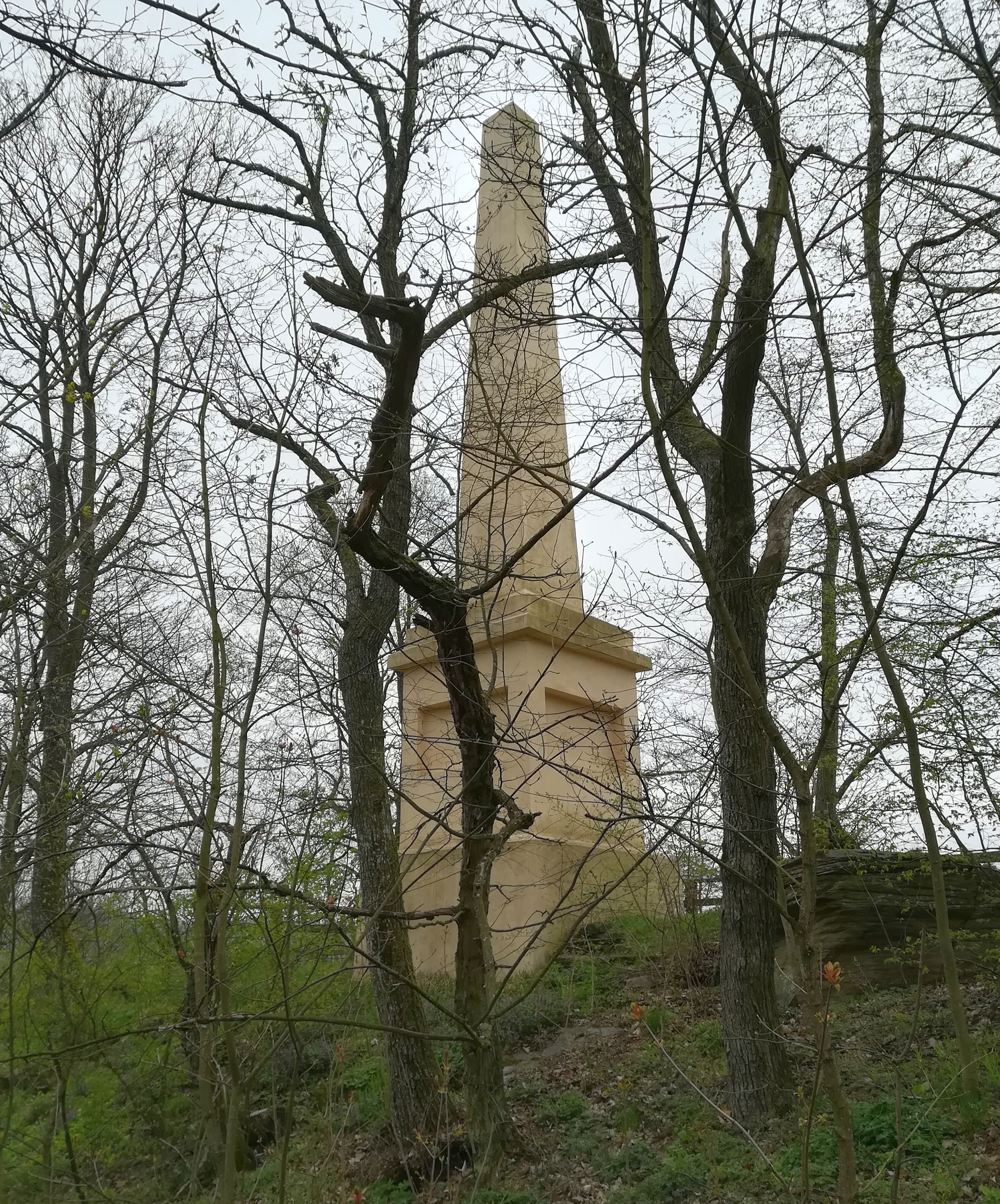
obelisk u ledových slují